# Joan Didion
Joan Didion (Sacramento, 5 dicembre 1934 – New York, 23 dicembre 2021) è stata una giornalista, scrittrice e saggista statunitense, vincitrice del National Book Award nel 2005 per la saggistica con il libro L'anno del pensiero magico.

## Biografia

### Infanzia e formazione scolastica
Figlia di Frank Reese Didion e Eduene Jerrett, Joan Didion è nata e cresciuta a Sacramento. Ricorda di aver cominciato a scrivere sin dall'età di cinque anni, ma è solo alla pubblicazione del suo primo romanzo che dichiara di considerarsi una scrittrice. Dopo aver imparato a leggere, diviene assidua frequentatrice della biblioteca, chiedendo spesso dei permessi scritti a sua madre per poter prendere in prestito libri destinati agli adulti, specialmente biografie. Si è definita una "bambina timida, amante di libri", che cercò di impegnarsi a superare la sua ansia sociale attraverso la recitazione e parlando in pubblico.
Da bambina, a causa della professione del padre, membro delle United States Army Air Forces durante la Seconda Guerra Mondiale, non poté frequentare le scuole regolarmente per i continui trasferimenti della famiglia. Nel 1943, Joan e la madre si stabilirono definitivamente a Sacramento, mentre il padre, per impegni militari, andò ad abitare a Detroit. Didion scrisse nel suo memoir del 2003, Where I was from, che trasferirsi così spesso la faceva sentire come un’eterna estranea.
Nel 1956 si laureò presso l'Università della California - Berkeley con un Bachelor of Arts in Lettere. Durante il secondo anno di studio vinse un concorso di saggistica sponsorizzato dal mensile di moda Vogue che le affidò un lavoro come assistente alla ricerca presso la rivista.

### Vita professionale
Nel corso dei sette anni in cui lavorò a Vogue, dal 1956 al 1964, Joan Didion venne promossa da copywriter a redattrice associata. In questo periodo scrive il suo primo romanzo, Run, River, pubblicato nel 1963. Successivamente si trasferisce di nuovo in California con il marito, lo scrittore John Gregory Dunne, e nel 1968 pubblica Verso Betlemme, il suo primo lavoro di saggistica, costituito da una raccolta di articoli scritti per riviste sulla sua esperienza in California. Nel 1970 pubblica Prendila così, ambientato a Hollywood, a cui segue nel 1977 Diglielo da parte mia. Nel 1979 esce The White Album, un'altra raccolta di articoli pubblicati in precedenza su riviste quali Life, Esquire, The Saturday Evening Post, The New York Times, e The New York Review of Books. Un altro libro di narrativa, Democracy, che narra la storia di un amore non corrisposto tra una ricca ereditiera e un uomo anziano, agente della CIA, sullo sfondo della Guerra Fredda e della Guerra del Vietnam, viene dato alle stampe nel 1984. Miami (1987), libro di saggistica, narra della comunità di espatriati cubani a Miami.

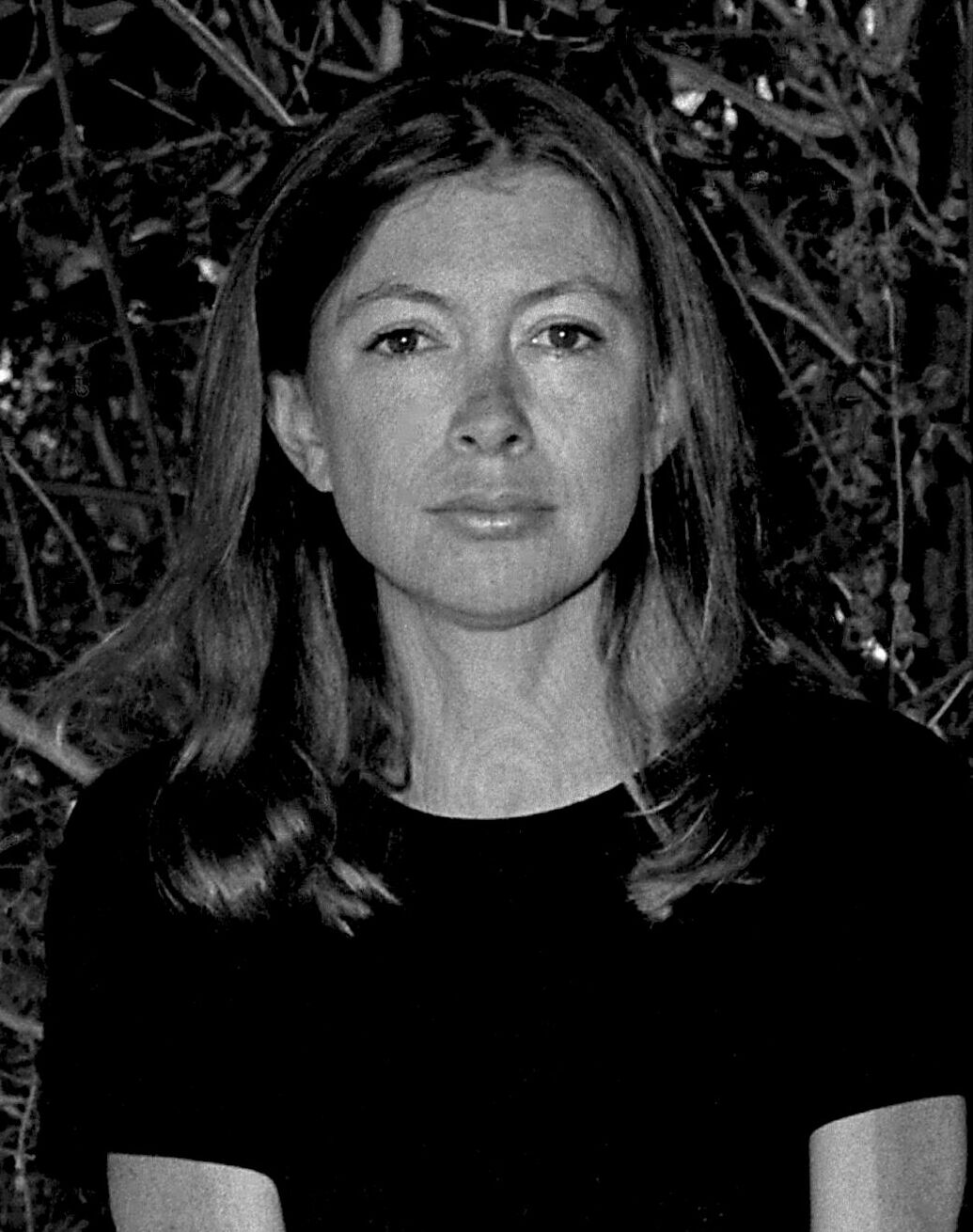
Didion nel 1970

Nel corso degli anni '90 pubblica After Henry (1992), una collezione di dodici saggi geografici, e quattro anni dopo The Last Thing He Wanted (1996), un thriller romantico. John Gregory Dunne e Joan Didion lavorarono a lungo insieme per gran parte delle loro carriere. Insieme a Dunne, la Didion scrisse un gran numero di sceneggiature, incluso un adattamento del suo romanzo Prendila così per un film che avrebbe avuto come protagonisti Anthony Perkins e Tuesday Weld. A seguito della morte del marito e della dura malattia della loro figlia Quintana, adottata nel 1966, Joan Didion scrive L'anno del pensiero magico. Iniziato il 4 ottobre 2004, viene terminato 88 giorni dopo, il giorno della vigilia di Capodanno. Dopo la sua pubblicazione, Didion fu impegnata in un tour di promozione, corredato da diverse letture pubbliche e interviste, che rivestì per lei un ruolo terapeutico per l'elaborazione del lutto.
Nel 2006 viene pubblicata dalla Everyman's Library una raccolta di gran parte degli scritti dell'autrice, intitolata We Tell Ourselves Stories in Order to Live. Introdotto da un critico suo contemporaneo, John Leonard, il libro raccoglie in testo integrale i primi sette libri di saggistica da lei pubblicati: Verso Betlemme, The White Album, Salvador, Miami, After Henry, Political Fictions, and Where I Was From. Nel 2007 inizia a lavorare su un monologo basato su L'anno del pensiero magico. Prodotta da Scott Rudin, quest'opera teatrale viene rappresentata a Broadway dall'attrice Vanessa Redgrave. Sebbene esitante nei confronti della scrittura di un'opera teatrale, Didion ha dichiarato di trovare questo genere abbastanza emozionante. Nel 2011 viene pubblicato Blue Nights, un memoir sull'età che avanza. Il libro è incentrato sulla figlia di Joan Didion, Quintana Roo Dunne, morta nel 2005, poco prima della pubblicazione del suo precedente memoir, L'anno del pensiero magico. Una foto di Joan Didion scattata da Juergen Teller viene usata come parte della campagna Primavera/Estate del marchio di lusso francese Céline.

### Vita personale
A New York, durante il periodo di lavoro a Vogue, Didion incontra John Gregory Dunne, suo futuro marito, che al tempo scriveva per Time. John Gregory Dunne era il fratello più giovane dello scrittore, uomo d'affari e presentatore televisivo Dominick Dunne. La coppia si sposò nel 1964 e si trasferì a Los Angeles poco dopo, con l'intenzione di rimanere solo per un breve periodo, ma la California divenne invece la loro casa per i successivi vent'anni.
Due sono le tragedie che hanno colpito la scrittrice nell'arco di meno di due anni. il 30 dicembre 2003, mentre la loro figlia Quintana era ricoverata in stato comatoso presso il reparto di cura intensiva in seguito allo shock settico causatole da una polmonite, suo marito fu vittima di un fatale attacco di cuore durante una cena. Didion attese tre mesi prima di organizzare il funerale del marito, poiché voleva che sua figlia fosse in grado di partecipare al funerale del padre. Visitando Los Angeles dopo il funerale del padre, Quintana soffrì di un grave ematoma, per il quale dovette subire una lunga operazione chirurgica. Dopo essersi ripresa nel 2004, morì di pancreatite acuta il 26 agosto 2005, all'età di 39 anni. Didion scrisse di questa esperienza nel suo libro del 2011, Blue Nights.
Nel saggio che ha lo stesso titolo che dà il nome alla raccolta, The White Album, Didion racconta di una crisi nervosa vissuta nell'estate del 1968. Dopo una valutazione psichiatrica, le venne diagnosticato un attacco di vertigini e nausea. Successivamente, venne scoperto che era affetta da sclerosi multipla. Dal 1979 al 2004 Didion ha vissuto a Brentwood Park, in California, un tranquillo sobborgo residenziale di Los Angeles. Dal 2005 si è trasferita a New York, dove visse in un appartamento sulla East 71st Street. Alla sclerosi multipla si aggiunse poi la malattia di Parkinson, le cui complicazioni l'avrebbero condotta alla morte, avvenuta il 23 dicembre 2021.

## Stile letterario
Il nuovo giornalismo cerca di comunicare i fatti attraverso un racconto di tipo narrativo e tramite l'uso di tecniche letterarie. Questo stile, nato negli anni '60 e '70 negli Stati Uniti in contrasto con il giornalismo tradizionale, è stato descritto anche come "saggistica creativa", "giornalismo intimo", o "saggistica letteraria". Il termine raggiunse una certa popolarità nel 1973 con la pubblicazione di una collezione di articoli nell'antologia The New Journalism (1973) curata da Tom Wolfe, il quale sostenne la necessità di passare a un tipo di giornalismo da leggersi "come un romanzo".
La soggettività diventa il tema chiave nel New Journalism. Gli scrittori che si identificano in questa corrente non raccontano puramente i fatti, in modo oggettivo e senza interventi personali, ma sentono la necessità di una maggiore libertà creativa che permetta di rappresentare una realtà filtrata da loro personalmente, arricchita dal dialogo e dagli scenari della situazione. La voce dell'autore è critica verso il lettore, creando opinioni e pensieri riguardo all'opera stessa.
Verso Betlemme (1968), che esplora i valori culturali e le esperienze della vita americana negli anni Sessanta, viene considerato un classico del New Journalism,. Didion include i suoi sentimenti personali e i suoi ricordi nella narrazione in prima persona, descrivendo gli individui e il modo con cui essi concepiscono il mondo. La scrittrice rifiuta il giornalismo convenzionale, preferisce avere un approccio soggettivo rispetto ai saggi. Il suo stile si fa unico e inconfondibile.
Nello stesso tempo con questo libro Didion si allontana da autori fondamentali di questa nuova corrente giornalistica, come Tom Wolfe o Norman Mailer. Verso Betlemme, grazie al suo ricorso a silenzi e reticenze autoriali, possiede una prosa più affine al Truman Capote di A sangue freddo (1966).

## Premi e riconoscimenti
- Nel 2002 Didion ha ricevuto il St. Louis Literary Award dalla Saint Louis University Library Associates.[19][20]
- L'anno del pensiero magico ha vinto il National Book Award per la saggistica nel 2005[21] ed è stato definito "un capolavoro di due generi: memoir e giornalismo investigativo."[10]
- Nel 2007 l'autrice ha ricevuto il Medal for Distinguished Contribution to American Letters[22] dalla National Book Foundation e l'Evelyn F. Burley Award dal Writers Guild of America.[23]
- Nel 2009 le è stato conferito il titolo onorario di Dottore di Lettere dalla Harvard University.[24]
- L'Università Yale le ha conferito un altro titolo onorario di Dottore di Lettere nel 2011.[25]
- Il 3 luglio 2013 la Casa Bianca ha annunciato che Didion era tra i beneficiari della National Medal of Arts and Humanities, conferita dal presidente statunitense Barack Obama in persona.[26]

## Opere

### Romanzi
- Run River (Run, River, 1963), traduzione di Sarah Victoria Barberis, Collana La Cultura n.1011, Milano, Il Saggiatore, 2016, ISBN 978-88-428-2237-0.
- Prendila così (Play As It Lays, 1970), traduzione di Adriana Dell'Orto, Milano, Bompiani, 1978. - Collana La Cultura n.832, Milano, Il Saggiatore, 2014, ISBN 978-88-428-1837-3.
- Diglielo da parte mia (A Book of Common Prayer, 1977), traduzione di Adriana Dell'Orto, Milano, Bompiani, 1979. - Collana Gli intramontabili, Roma, Edizioni E/O, 2013, ISBN 978-88-663-2399-0.
- Democracy (Democracy, 1984), traduzione di Rossella Bernascone, Milano, Frassinelli, 1984. - Collana Gli intramontabili, Roma, Edizioni E/O, 2014, ISBN 978-88-663-2502-4.
- Il suo ultimo desiderio (The Last Thing He Wanted, 1996), traduzione di M. Orsini, Collana La Cultura n.117, Milano, Il Saggiatore, 2017, ISBN 978-88-428-2364-3.

### Saggi
- Verso Betlemme. Scritti 1961-1968 (Slouching Towards Betlehem, 1968), traduzione di Delfina Vezzoli, Collana La Cultura, Milano, Il Saggiatore, 2008, ISBN 978-88-428-1481-8.
- The White Album (The White Album, 1979), traduzione di Delfina Vezzoli, Collana La Cultura n.942, Milano, Il Saggiatore, 2015, ISBN 978-88-428-2147-2.
- Salvador, Simon & Schuster, 1983
- Miami (Miami, 1987), traduzione di Teresa Martini, Collana Piccola Biblioteca Oscar n.476, Milano, Arnoldo Mondadori Editore, 2006, ISBN 978-88-045-5386-1. - Collana La Cultura n.1041, Milano, Il Saggiatore, 2016, ISBN 978-88-428-2280-6.
- Nel paese del Re pescatore (After Henry, 1992), traduzione di Sara Sullam, Collana La Cultura n.1088, Milano, Il Saggiatore, 2017, ISBN 978-88-428-2359-9.
- Finzioni politiche (Political Fictions, 2001), traduzione di Sara Sullam, Collana La Cultura, Milano, Il Saggiatore, 2020, ISBN 978-88-428-2719-1.
- Da dove vengo. Un'autobiografia (Where I Was From, 2003), traduzione di Sara Sullam, Collana La Cultura n.1195, Milano, Il Saggiatore, 2018, ISBN 978-88-428-2520-3.
- Idee fisse. L'America dopo l'11 settembre (Fixed Ideas: America Since 9.11, 2003, Prefazione di Frank Rich, Collana La piccola cultura, Milano, Il Saggiatore, 2021, ISBN 978-88-428-2939-3.
- Vintage Didion, 2004 [estratti selezionati da opere precedenti]
- L'anno del pensiero magico (The Year of Magical Thinking, 2005), traduzione di Vincenzo Mantovani, Collana Narrativa n.2, Milano, Il Saggiatore, 2006, ISBN 978-88-428-1382-8.
- We Tell Ourselves Stories in Order to Live: Collected Nonfiction, Introduzione di John Leonard, Everyman's Library, 2006. [include i primi sette volumi delle raccolte di saggi]
- Blue Nights (Blue Nights, 2011), traduzione di Delfina Vezzoli, Collana Narrativa n.65, Milano, Il Saggiatore, 2012, ISBN 978-88-428-1757-4.
- A Sud e a Ovest. Pagine da un diario (South and West: From a Notebook, 2017), traduzione di Sara Sullam, Prefazione di Nathaniel Rich, Collana La Cultura n.1269, Milano, Il Saggiatore, 2021, ISBN 978-88-428-2587-6.
- Perché scrivo (Let Me Tell You What I Mean, 2021), traduzione di Sara Sullam, Prefazione di Hilton Als, Collana La Cultura, Milano, Il Saggiatore, 2022, ISBN 978-88-428-2948-5. [raccolta di 12 saggi scritti tra il 1968 e il 2000, finora mai antologizzati]

### Opere teatrali
- L'anno del pensiero magico. Monologo (The Year of Magical Thinking, 2007), traduzione di Vincenzo Mantovani, Collana Narrativa. Tascabili, Milano, Il Saggiatore, 2008,  p. 79, ISBN 978-88-565-0006-6. - basato sul suo romanzo omonimo.

### Sceneggiature
- Panico a Needle Park, con John Gregory Dunne e basato sul romanzo di James Mills, 1971
- Play It As It Lays, con John Gregory Dunne e basato sul suo omonimo romanzo, 1972
- È nata una stella, con John Gregory Dunne, 1976
- L'assoluzione, con John Gregory Dunne e basato sul suo romanzo Verità confessate, 1981
- Qualcosa di personale, con John Gregory Dunne, 1996
- As It Happens, con Todd Field, 2012
- Joan Didion: il centro non reggerà, documentario del 2017, prodotto e disponibile su Netflix

### Conversazioni
- in  The Paris Review. Interviste vol. 5, a cura di Philip Gourevitch, Roma, Fandango, 2018, ISBN 978-88-604-4550-6.